# نقابة المهندسين العراقية
نقابة المهندسين العراقية، هيئة نقابية عراقية تأسست سنة 1959، خاصة بالمهندسين، تقع في منطقة المنصور في بغداد.

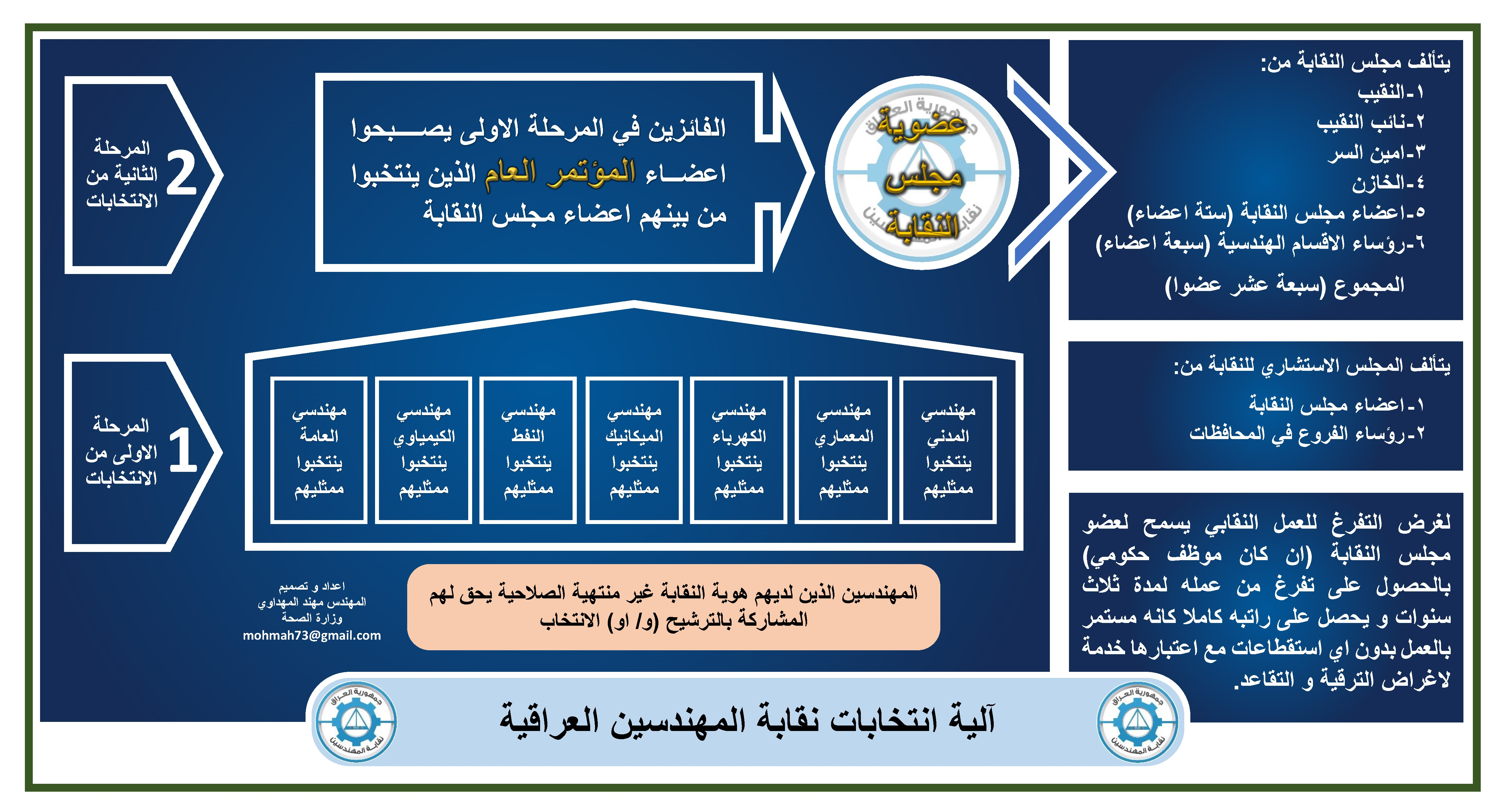
مخطط يبين آلية الانتخابات في نقابة المهندسين العراقية

## الموقع
يقع مبنى النقابة في شارع النقابات في العاصمة بغداد في حي المنصور، وسمي الشارع بهذا الاسم نسبة إلى تجمع عدد من النقابات فيهِ منها نقابة المحامين العراقيين المقابلة لنقابة المهندسين العراقية ونقابة الاقتصاديين ونقابة المحاسبين والمدققين العراقيين وفي طرف الشارع من جهة معرض بغداد الدولي توجد نقابة أطباء العراق وأطباء الأسنان ونقابة الصيادلة.

## التأسيس
تأسست نقابة المهندسين العراقية بموجب القانون 62 لسنة 1959، وعلى ضوء ذلك اجتمعت الهيئة العامة والبالغ عددها تسعمائة وتسعون مهندساً فانتخبوا أول مجلس نقابة في يوم الإثنين الموافق 25 أيار من نفس العام، تكون المجلس من النقيب ونائبه وخمسة أعضاء إضافة لرؤساء الاقسام المدني والميكانيك والكهرباء والمعماري والكيمياوي.

## مبنى النقابة
في عام 1961، أعلن عن مسابقة في الهندسة المعمارية، شاركت فيها غالبية المكاتب الاستشارية العراقية العاملة، وقتذاك، مثل مكتب الاستشاري العراقي ومكتب محمد مكية، ومكتب هشام منير ودار العمارة (قحطان المدفعي)، بالإضافة إلى مكتب قحطان عوني وغيرهم من المكاتب، وفاز في تلك المسابقة مكتب هشام منير؛ الذي اعتمد تصميمه الفائز لاحقاً، كأساس لتشييد مشروع النقابة في حيّ المنصور، عند «شارع النقابات» سابقاً (شارع «محمد مكية» لاحقا). استمر تنفيذ مبنى النقابة نحو سنتين وافتتحت في سنة 1963.

## قانون النقابة
في عام 1967 عدل قانون النقابة وكذلك في عام 1979 حيث أضيفت إليه العديد من الفقرات والاهداف لينسجم مع متطلبات العمل المهني والهندسي.

## مهام وأعمال النقابة
تنظيم ممارسة المهنة بهدف الارتقاء بمستواها العلمي والمهني والعلمي. والدفاع عن مصالح الأعضاء وكرامتهم وحقوقهم والحفاظ على تقاليد المهنة وشرفها، والارتقاء بالمستوى العلمي والمهني للمهندسين وتنشيط ودعم البحث العلمي. وإصدار مجلة المهندسون التي تُعنى بالأمور النقابية والمهنية.

## الهيئة العامة
هي أعلى سلطة بالنقابة، تعقد اجتماعاتها مرة واحدة في السنة لمناقشة الخطط المعتمدة ومدى تنفيذها ووضع السياسة العامة لعمل النقابة.
وتجتمع مرة كل ثلاثة سنوات لانتخاب النقيب ومجلس النقابة واقرار الميزانية العامة.

## المجلس الاستشاري
يتكون المجلس الاستشاري من مجلس النقابة ورؤساء فروع النقابة في المحافظات، ويجتمع مرتين في السنة لمناقشة القضايا المهنية والنقابية وفقاً لصلاحياته الواردة في قانون النظام الداخلي.

## مجلس النقابة
يمارس مجلس النقابة المكون من سبعة عشر عضوا برئاسة نقيب المهندسين أعماله موزعه على الاعضاء الثمانية ورؤساء الاقسام المدنية والميكانيكية والكهربائية والمعمارية والكيمياوية والنفط والعامة ويعقد اجتماعاته مرتين بالشهر على الأقل.

## المراتب الهندسية

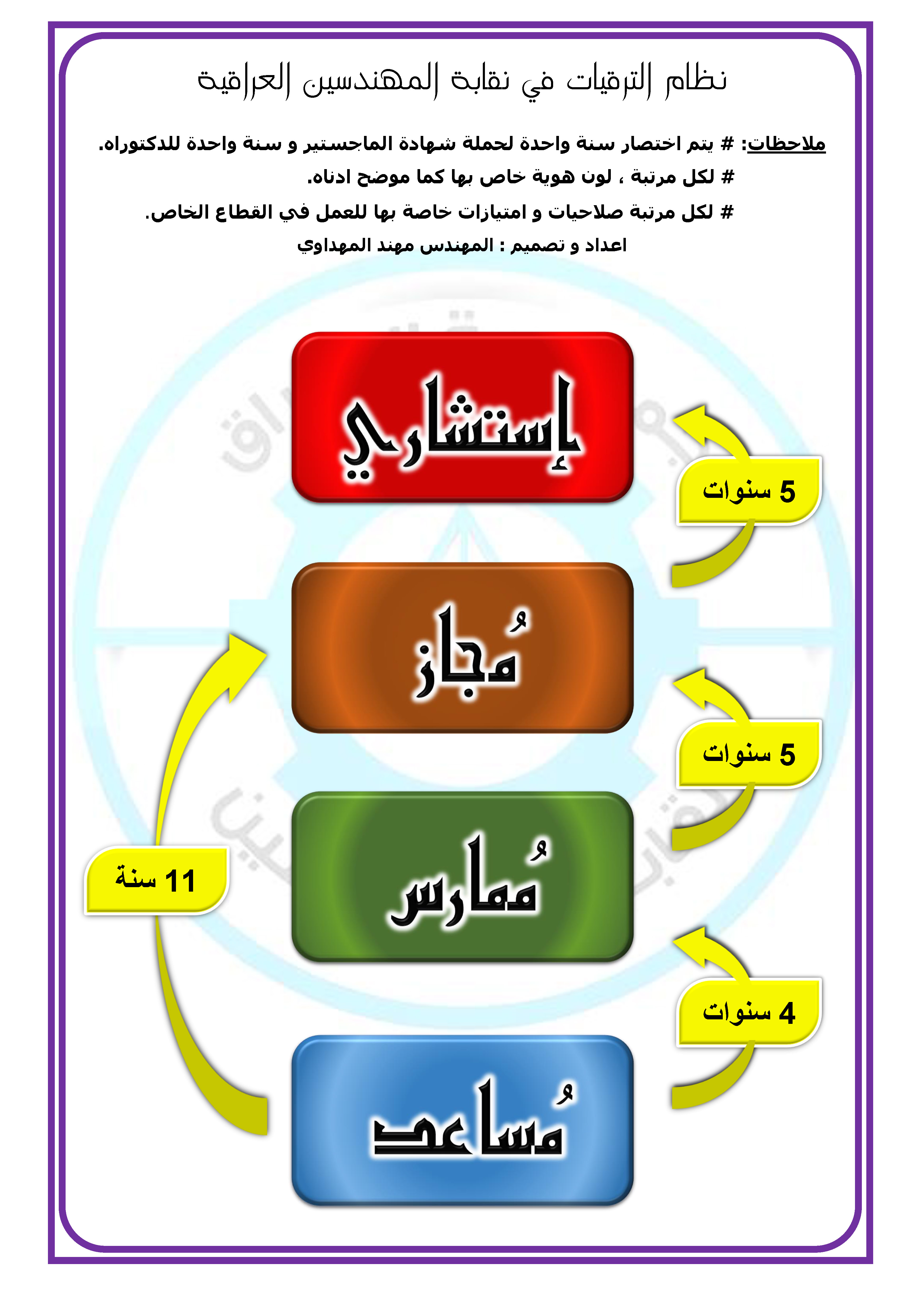

- مرتبة المهندس المساعد: تمنح للخريجين الجدد والذين تقل ممارستهم الهندسية عن أربعة سنوات.
- مرتبة المهندس الممارس: تمنح لمن امضى اربع سنوات بعد مرتبة المساعد
- مرتبة المهندس المجاز : تمنح لمن امضى خمس سنوات بعد مرتبة الممارس.
- مرتبة المهندس الاستشاري: تمنح لمن امضى خمس سنوات بعد مرتبة المجاز وتمثل أعلى مرتبة هندسية حيث إن لكل مرتبة صلاحيات يحددها النظام الداخلي للنقابة.

وفي حال حصول المهندس على شهادة ماجستير يختصر سنة من السنوات أعلاه وعند حصولهِ على شهادة دكتوراه يختصر سنتين.

## فروع النقابة
يبلغ عدد فروع النقابة في المحافظات 14 فرع ولكل منها مجلس مكون من سبعة أعضاء تنتخبهم الهيئة العامة للفرع وتمارس مهامها وفق صلاحياتها الواردة بالقانون والنظام الداخلي.